# علي (فنان جرافيتي)
مارك أندريه إدموندز (علي) (بالإنجليزية: ALI)‏ هو فنان جرافيتي ‏أمريكي، ولد في 1956.

## مسيرته المهنية
ولد في مانهاتن عام 1956 لأب أمريكي من أصل أفريقي، إدغار أوفيرتون إدموندز (1926-2002)، وأم من أصل إيراكوي، شاريل جين شيفالييه (1928-2004)، التحق مارك بمدرسة عامة في الجانب الغربي العلوي مع فناني الجرافيتي المستقبليين SAMO (جان ميشيل باسكيات)، وFutura 2000 (ليني ماكجور)، وCOCA 82 (بابلو كالوجيرو). بدأ برسم الشوارع في عام 1970، ومع شقيقه الأصغر مايكل، أسس الفرقة المبكرة The Underground (UND). ثم أسس Soul Artists (SA) بعد عدة سنوات، وأصبح فنان مترو أنفاق محترمًا قبل وقت طويل من ظهور فن الجرافيتي "wildstyle". أثر علي وألهم زميله في SA وUND BILROCK-161 الذي بدأ The Rolling Thunder Writers في عام 1976.
غالبًا ما كانت أعمال علي تحتوي على رسائل سياسية فكاهية أو ساخرة، وهو الاتجاه الذي أدى إلى إنشائه ونشر مجلة زوو يورك الموجهة للقصص المصورة بدءًا من عام 1979. (نُشر العدد الأول لأول مرة في مايو 1979، ونُشرت الأعداد اللاحقة في أوائل الثمانينيات).